# Callistoctopus nocturnus
Callistoctopus nocturnus is een inktvissensoort uit de familie van de Octopodidae. De wetenschappelijke naam van de soort werd voor het eerst geldig gepubliceerd in 1997 door Norman en Sweeney als Octopus nocturnus.